# 京成3100型電聯車 (2代)
京成3100型電聯車（日语：／ Keisei 3100-gata densha */?）是京成電鐵的通勤型列車，於2019年10月26日開始營運。

## 概要
由於自2003年引入的3000型持續量產了將近17年，京成電鐵為改變企業車種形象，因此成立美學小組機電系統以3000型為基底，將車體外型進行大大的改良，是繼3000型之後17年再有以“京成集團新標準車輛”的車輛投入服務，並於2019年4月11日宣布此列車。本車與新京成電鐵的聯合設計，新京成電鐵那列名為80000型，但兩款列車的設備上也有一些差異。
本來列車是因為2020年東京奧運舉行而會令到有額外遊客到訪，估需要購買此來列車增加成田機場線的運力。
本列車也隨着2019年10月26日時刻表更改而投入服務。
本列車的第一編成於製造初期叫為3050型3150番台，由日本車輛及綜合車輛製作所製造，但是由日本車輛設計。

## 車體
車體製造工法與3000型使用相同製造工法，使用日車式工法，並且採用輕量化不鏽鋼製造18公尺級的3門8輛一組的列車。
列車車頭使用扁平流線線條凸顯出速度感，是京成電鐵自開通以來，首次採用橘色為基底的列車，主要是為了防止乘客搭錯車而設計，列車車頭斷面設計與3000型相同，皆有設計飛機的圖樣，列車側面則有成田山新勝寺、雷門以及東京晴空塔的意象圖式。
列車車頭與車側的LED行先採用全彩LED面板，並且可顯示一共4門語言。

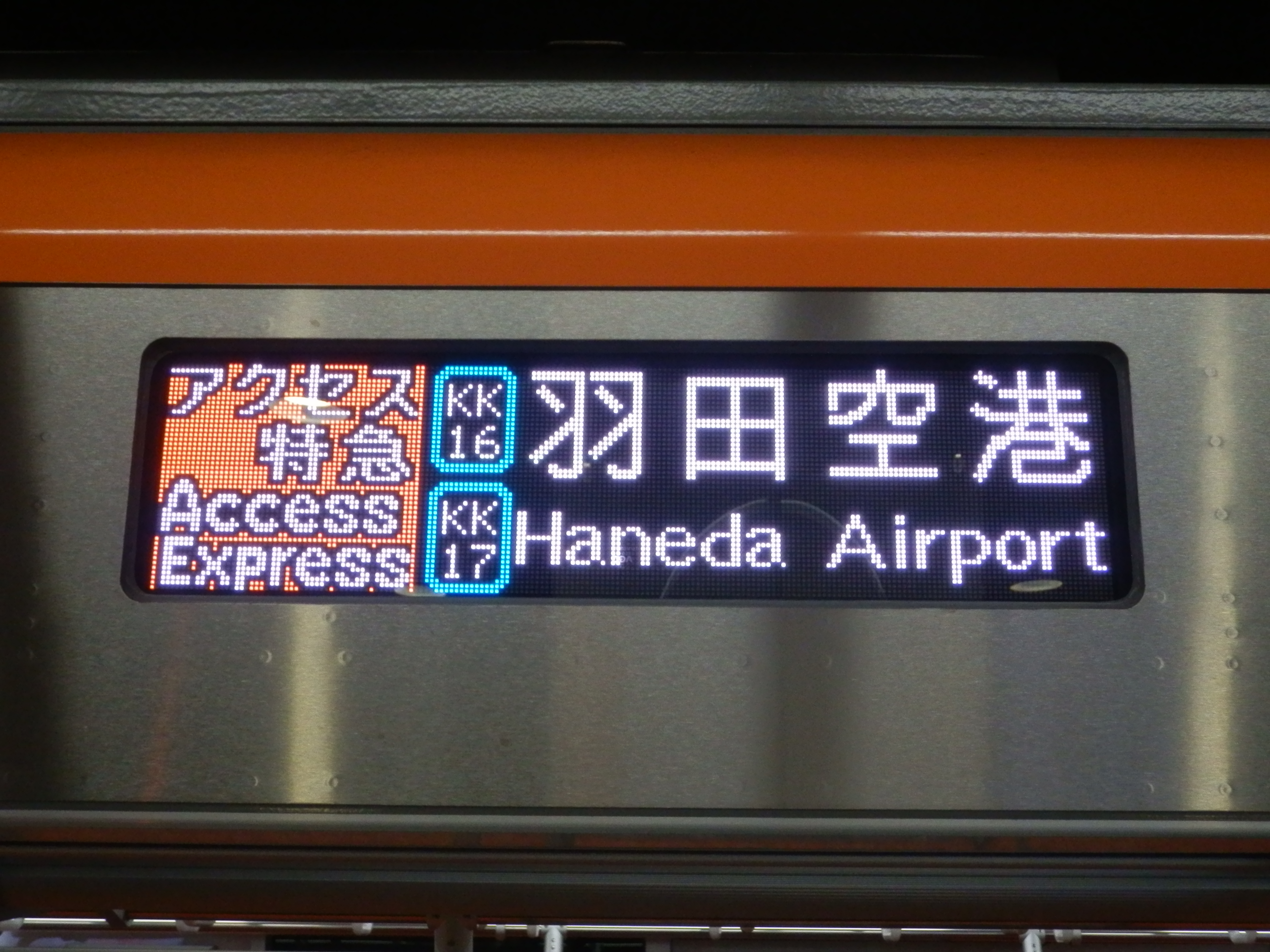
側面表示器

## 車内設備
本型車是京成電鐵各種創新設計的結合：車內座椅是長條型的，最大的特徵就是使用了「摺疊座椅」，騰出了大型行李的放置空間；座椅編排兩車門間椅8个座位按照3、2、3排布，中間2座平常不用時會自動彈起來；座椅靠背採用高背設計，比3000型高170mm；中間車的末端是沒有座椅的自由空間。
為防止犯罪行為，每節車廂皆有安裝3部監視錄影機。另外，每節車廂都有京成免費Wi-Fi設置。

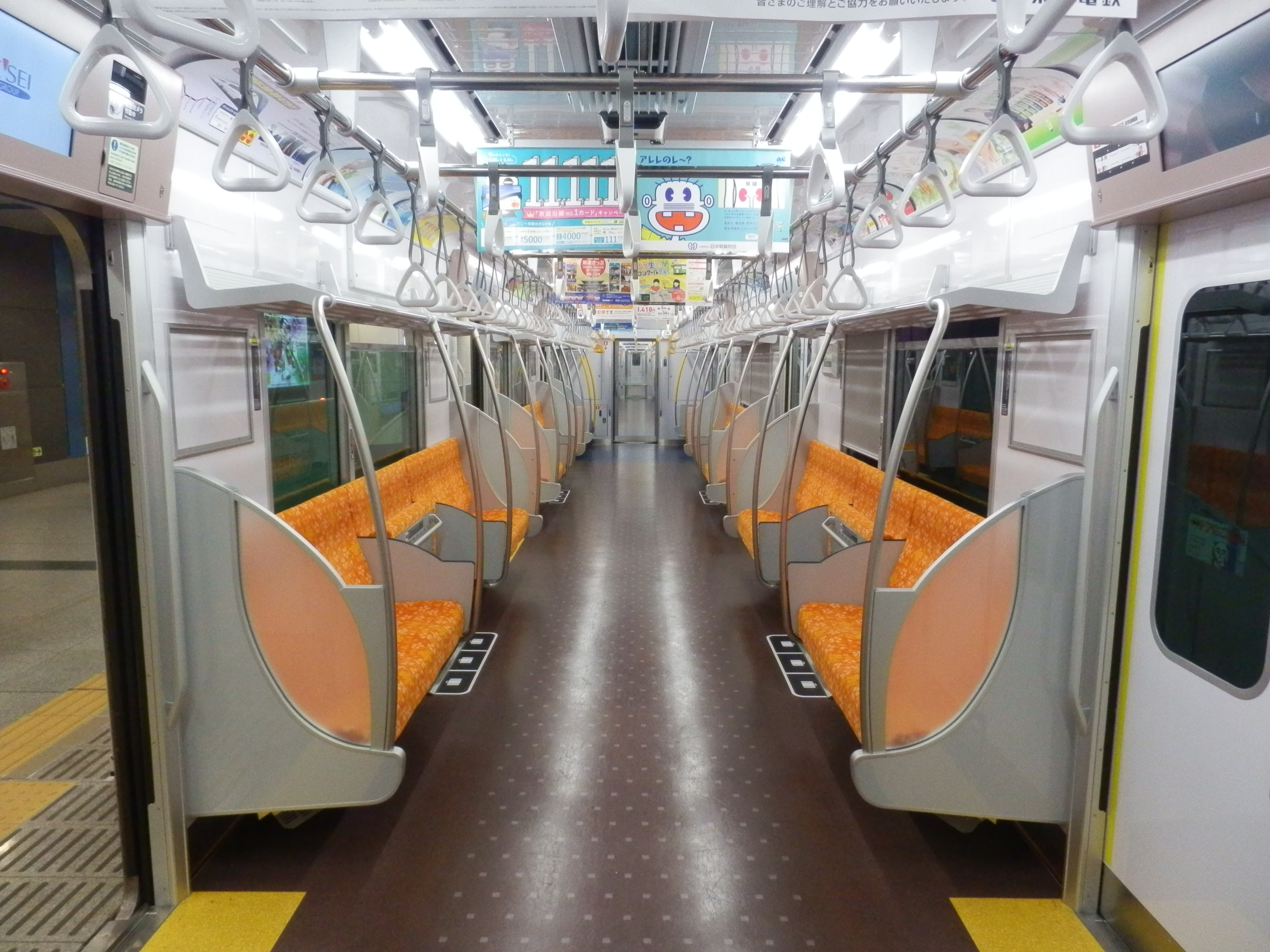
車内
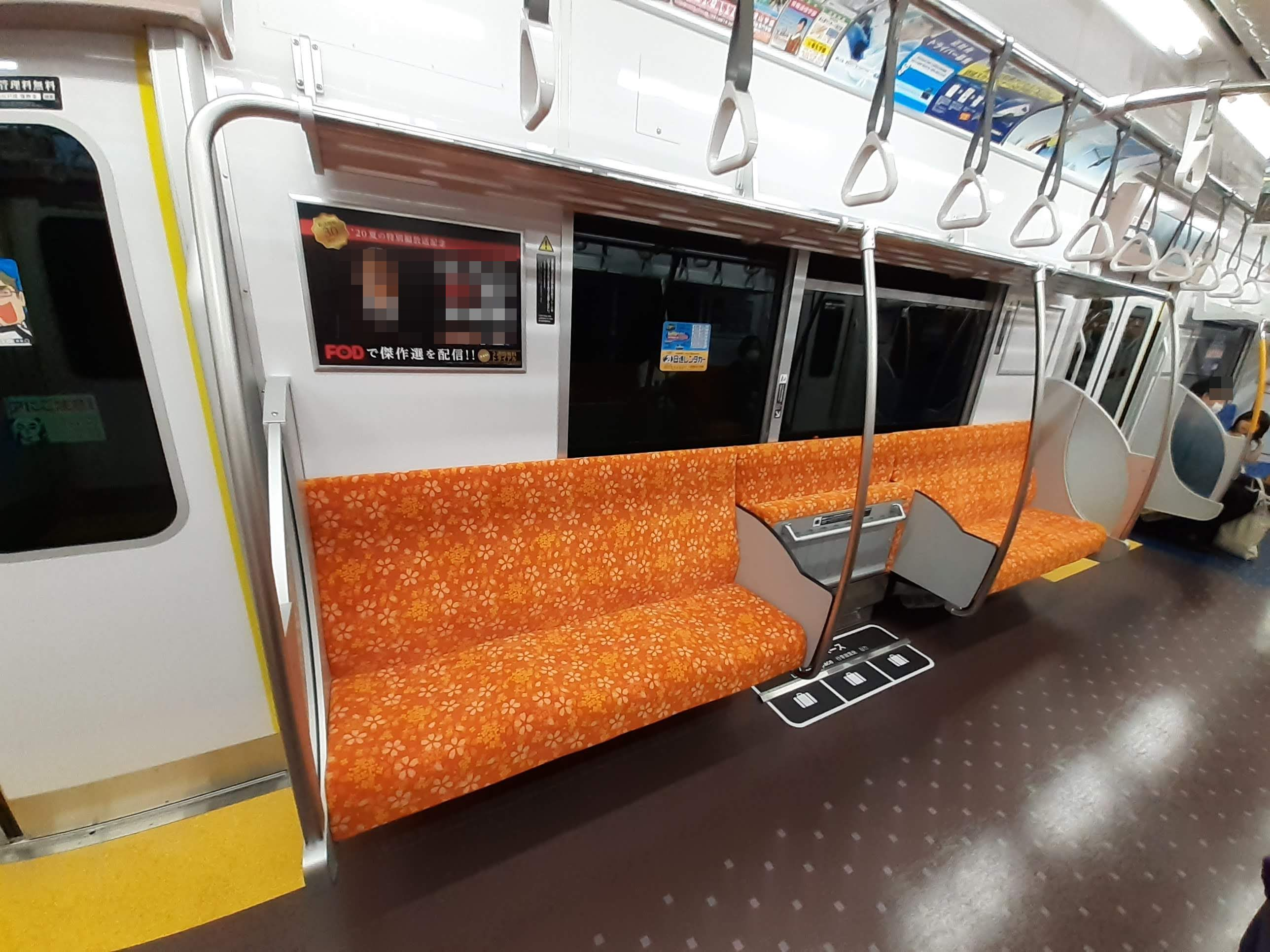
摺疊椅
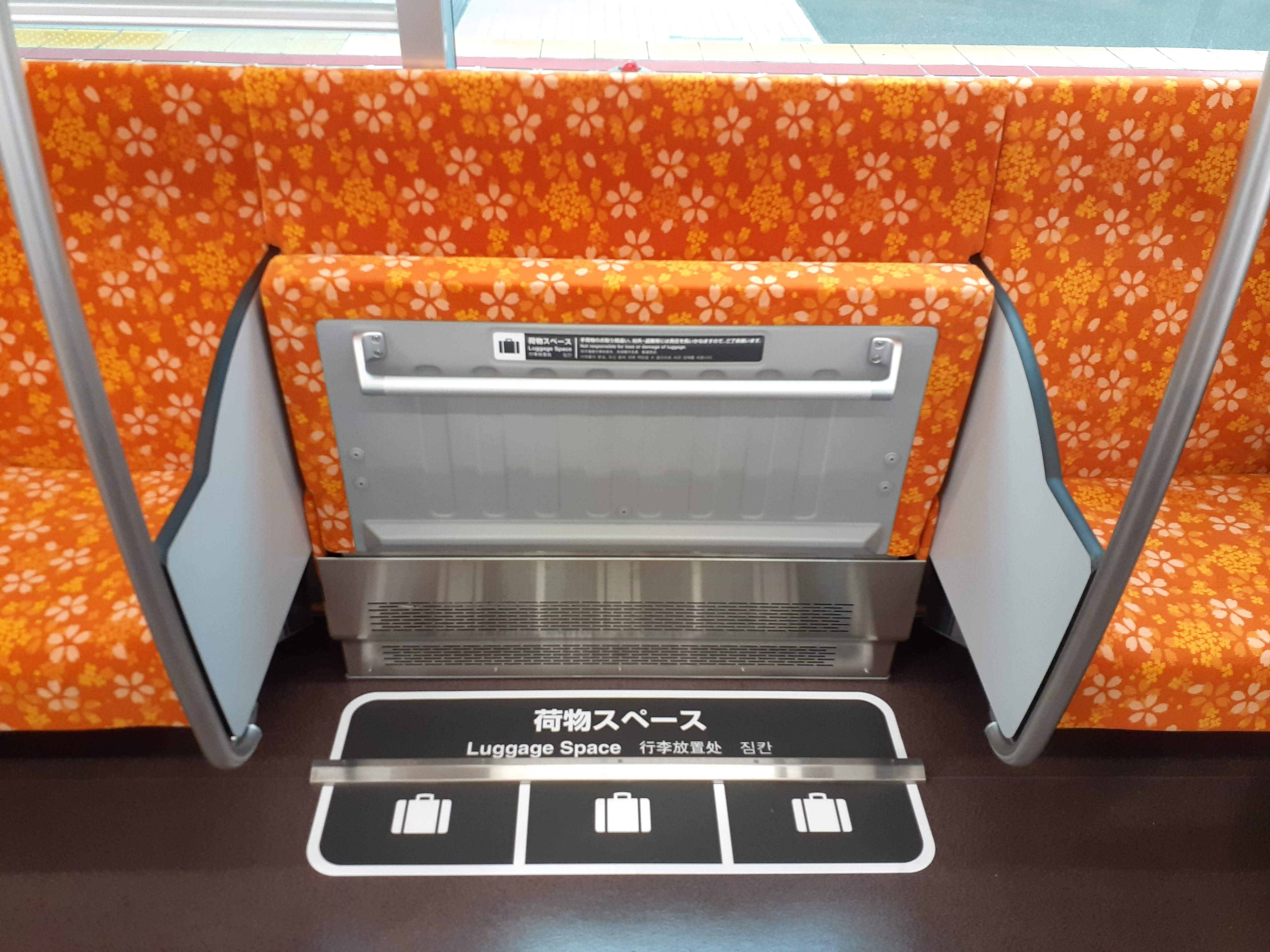
大件行李放置空間
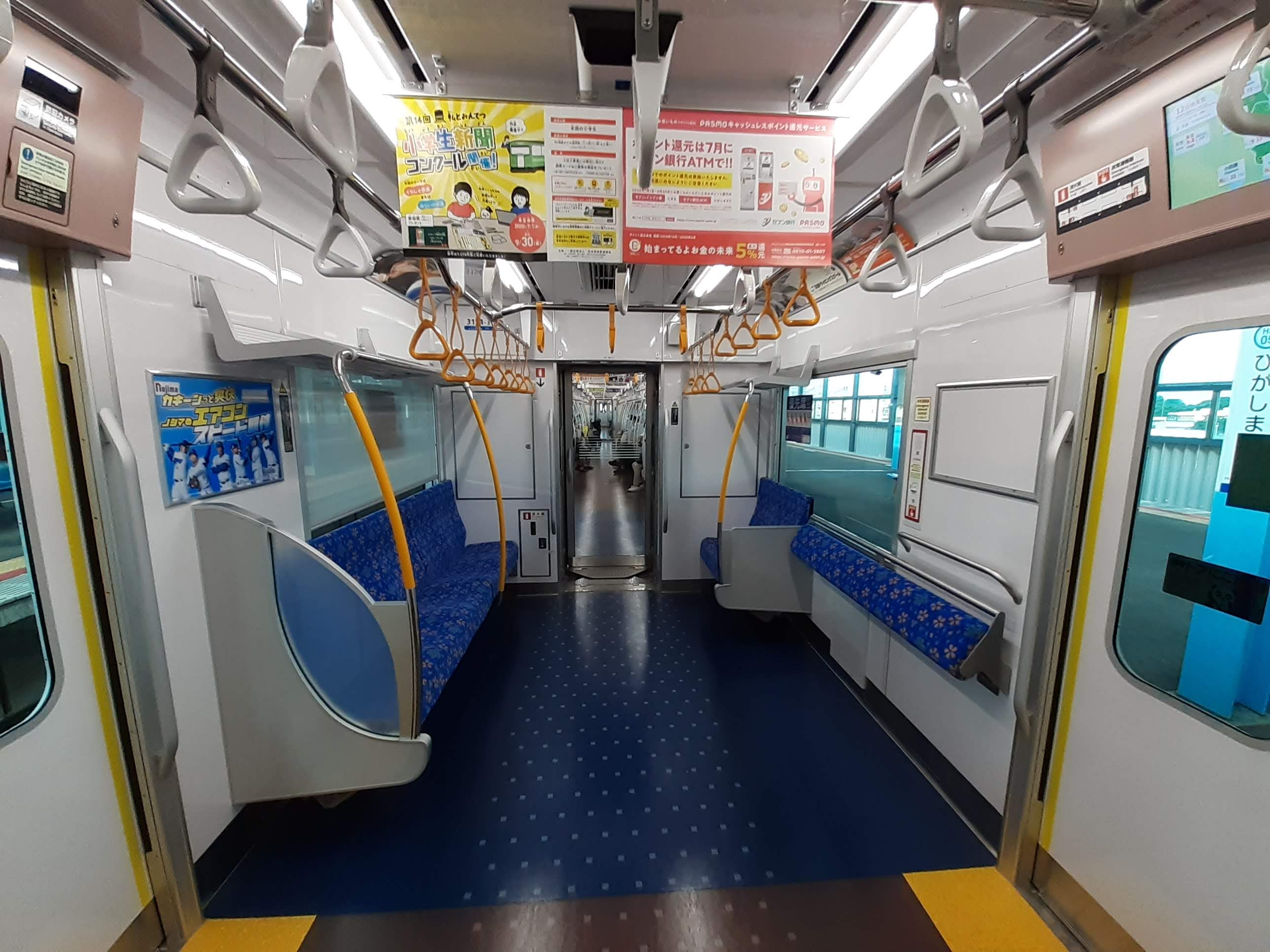
沒有座位的自由空間（右側）
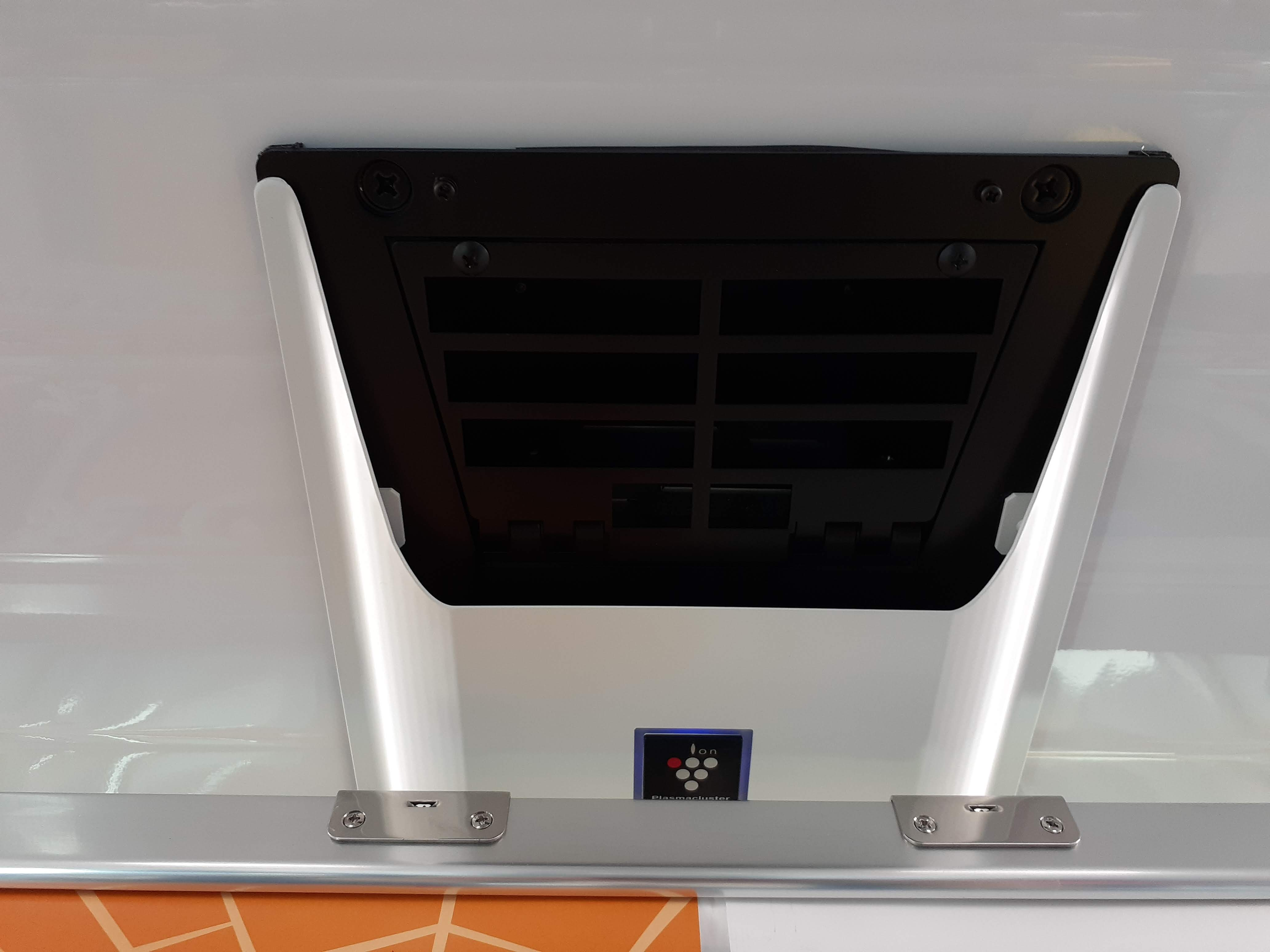
火災煙霧探測器
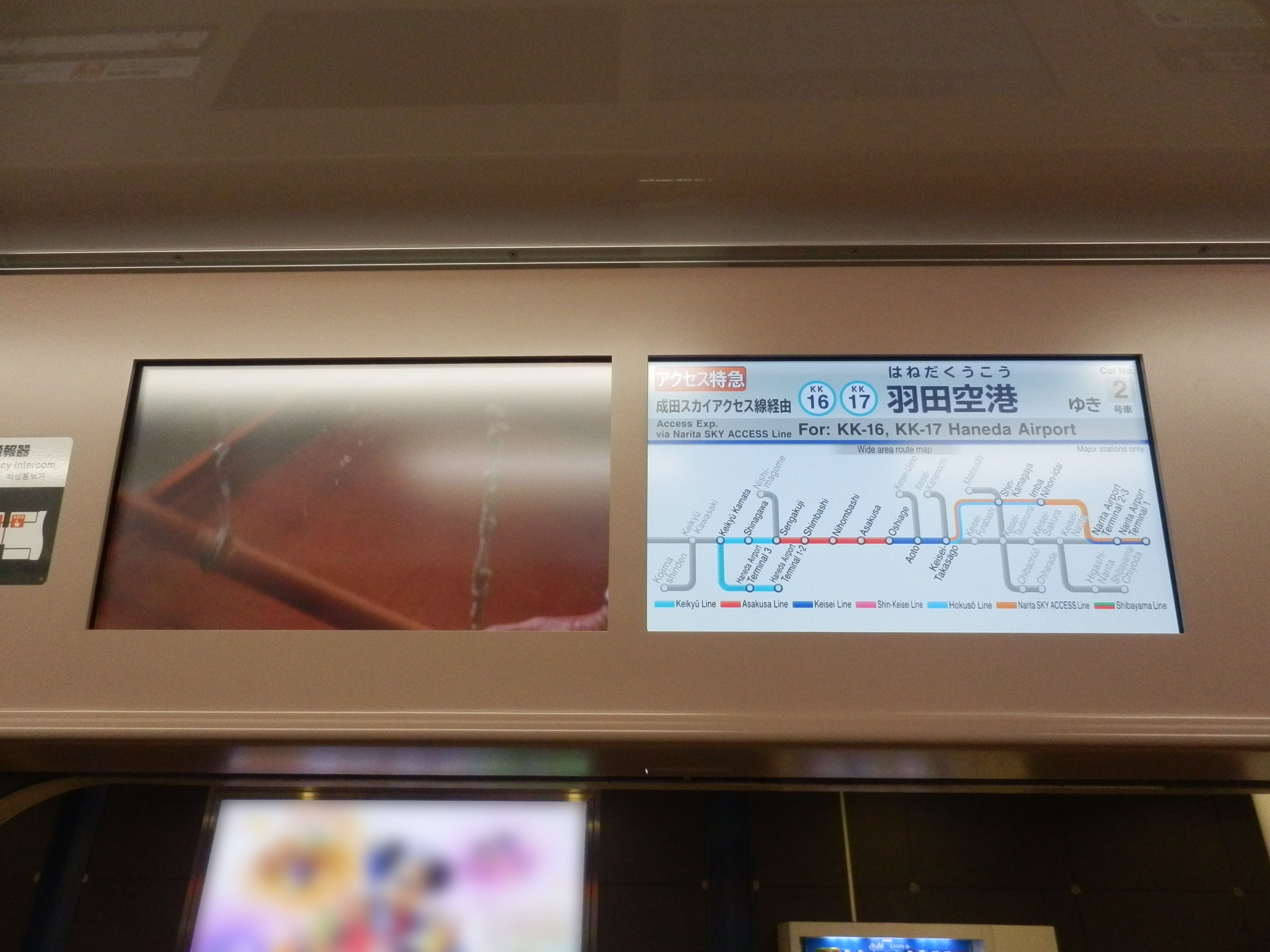
LCD行車資訊顯示器

## 編成表
|          | ← 京成上野 方向  |                       |                |                     |                 |                |                       |                  |      |               |
| 形式     | モハ3100-8 (M2c) | ＜ ＞ モハ3100-7 (M1) | サハ3100-6 (T) | ＞ モハ3100-5 (M1') | モハ3100-4 (M2) | サハ3100-3 (T) | ＜ ＞ モハ3100-2 (M1) | モハ3100-1 (M2c) | 製造 | 入籍          |
| 搭載機器 | CP               | VVVF                  | SIV            | VVVF                |                 | SIV            | VVVF                  | CP               |      |               |
| 車輛重量 | 33.6t            | 34.2t                 | 28.0t          | 33.8t               | 31.5t           | 28.0t          | 34.2t                 | 33.6t            |      |               |
| 3151F    | 3151-8           | 3151-7                | 3151-6         | 3151-5              | 3151-4          | 3151-3         | 3151-2                | 3151-1           | 日車 | 2019年9月22日 |
| 3152F    | 3152-8           | 3152-7                | 3152-6         | 3152-5              | 3052-4          | 3152-3         | 3152-2                | 3152-1           | 總合 | 2019年7月24日 |
| 3153F    |                  |                       |                |                     |                 |                |                       |                  | 日車 | 2020年7月     |
| 3154F    |                  |                       |                |                     |                 |                |                       |                  | 總合 | 2020年7月     |

## 運用
2019年7月24日綜合車輛製作所完成了3152編成，9月22日日本車輛完成3151編成。由金澤八景車站回送至宗吾車両基地，經過密集的試運轉過後，於10月26日的改點開始上線服務。
主要行駛機場線的機場特急的運用，偶爾支援經由都營淺草線、京急本線到羽田機場站的直通運轉。

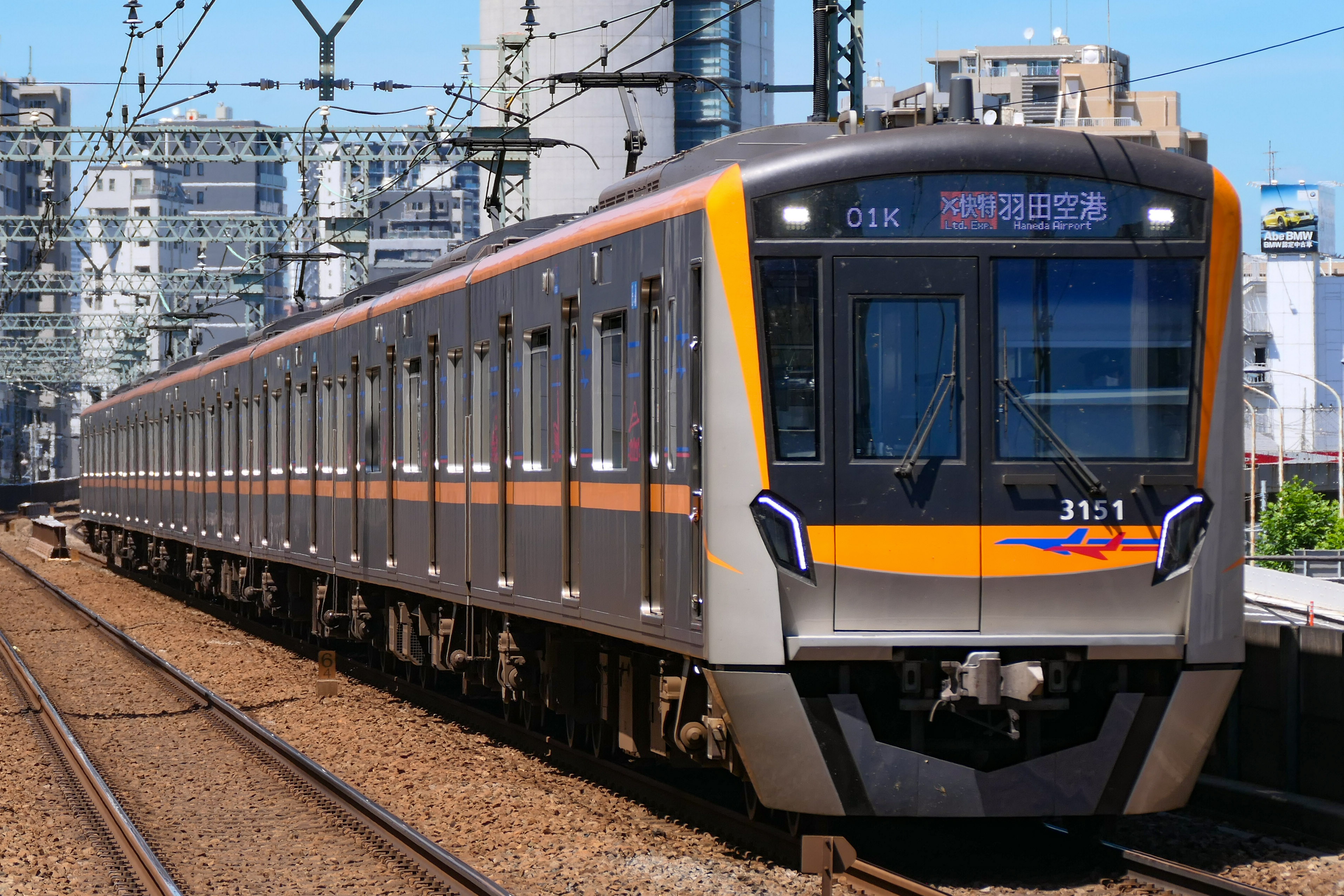
3151編成
機場特快（日语：エアポート快特）
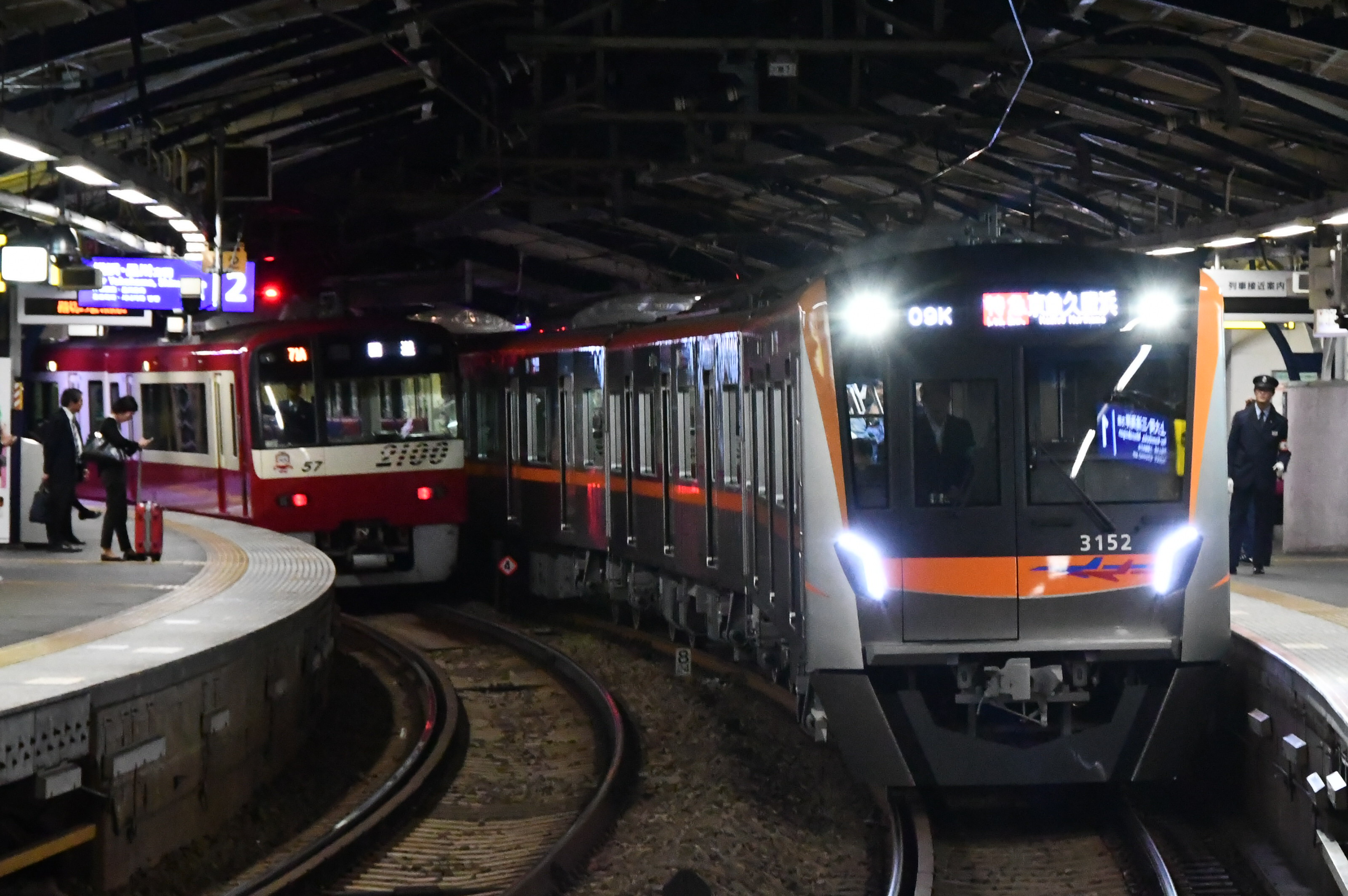
3152編成 特急開往京急久里浜

## 外部連結
- 3100形スペシャルページ （页面存档备份，存于） - 京成電鉄
- 「京成電鉄3100形、新型車両を報道公開 - 10/26デビュー」 - マイナビ鉄道ニュース （页面存档备份，存于）
- 日本地下鉄協会「SUBWAY」2020年2月号車両紹介2「京成電鉄「新形式車両3100形」の概要」PDF（32-36P掲載）
- 東洋電機製造「東洋電機技報」No.141（2020年発行）「京成電鉄株式会社3100形車両用電機品」PDF